# ローデッド (プライマル・スクリームの楽曲)
「ローデッド」(英語: Loaded)は1990年にスコットランドのロックバンド、プライマル・スクリームが録音した楽曲である。1991年にバンドが躍進するきっかけとなったアルバム『スクリーマデリカ』から最初にシングルカットされた楽曲である。プライマル・スクリームの以前の楽曲「アイム・ルージング・モア・ザン・アイル・エヴァー・ハヴ」("I'm Losing More Than I'll Ever Have")のリミックスである。

## 制作
サッカーファンジン「ボーイズ・オール」にセカンドアルバム『プライマル・スクリーム』に対する好意的なレビューが掲載された。その後、プライマル・スクリームはこの雑誌のライターでDJだったアンドルー・ウェザオールに連絡をとった。ウェザオールはバンド名と同じタイトルのアルバム『プライマル・スクリーム』に入っている「アイム・ルージング・モア・ザン・アイル・エヴァー・ハヴ」をリミックスしてほしいとの依頼を受け、二、三度のチャレンジの後に「ローデッド」が生まれた。
バンドメンバーのアンドルー・イネスが、映画『ワイルド・エンジェル』でピーター・フォンダが言う台詞を曲のはじめの部分にサンプリングしたらどうかと提案し、採用された。歌の他の部分については、「アイム・ルージング・モア・ザン・アイル・エヴァー・ハヴ」にエモーションズの「アイ・ドント・ウォント・トゥ・ルーズ・ユア・ラヴ」("I Don't Want to Lose Your Love")、エディ・ブリケルの歌「ホワット・アイ・アム」("What I Am")のイタリア製海賊版リミックス、ボビー・ギレスピーがロバート・ジョンソンの「テラプレイン・ブルース」("Terraplane Blues")の一節を歌う声、映画『セックスと嘘とビデオテープ』のアンディ・マクダウェルの台詞がリミックスされた。テリー・ファーリーによるリミックスも含まれており、ファーリーは「アイム・ルージング・モア・ザン・アイル・エヴァー・ハヴ」原曲のヴォーカルを組み込んだ。

## リリース
シングルが1990年2月にリリースされた。1991年10月にアルバム『スクリーマデリカ』が発表される18ヶ月前であった。アルバムに収録されているヴァージョンより3分ほど短かった。
「ローデッド」は全英シングルチャートの16位になった。バンド初の全英トップ40位内ヒット曲になった。ウェザオールとよく協働しているテリー・ファーリーによるリミックスも収録されていた。7インチ盤のB面にはパット・コリアが原曲「アイム・ルージング・モア・ザン・アイル・エヴァー・ハヴ」をリミックスした曲が入っていた。

## 評価
2014年にNMEは、この曲を記者が選ぶ史上最も偉大な500曲の59位に選んだ。Muzik誌は 史上最も影響力のあるダンストラック50曲のうちのひとつにこの曲を選出した。

## チャート
| Chart (1990)                    | Peak position |
| ------------------------------- | ------------- |
| オランダ (Dutch Top 40)         | 27            |
| オランダ (Single Top 100)       | 31            |
| UK シングルス (OCC)             | 16            |
| US Billboard Modern Rock Tracks | 19            |